# أستون مارتن فانكويش
أستون مارتن فانكويش هي سيارة من الشركة البريطانية أستون مارتن متوفرة بشكلين; الكوبيه أو فولانت أي المكشوفة. تأتي السيارة بمحرك آي.أم 29 مؤلف من 12 أسطوانة على شكل في، وهو يعتبر أقوى محرك جي تي في تاريخ الشركة. يتمتع هذا المحرك بقوة 568 حصان يتم إستخراجها على عزم دوران 6650 دورة في الدقيقة. هذا المحرك قادر على الوصول لسرعة 323 كلم في الساعة كسرعة القصوى. والتسارع من صفر إلى 100 كلم بالساعة. في خلال 3.6 ثواني. لدى السيارة علبة تروس من ثمانية نسب تتميز بسرعة التعشيق الكبيرة جدا فهي قادرة على الانتقال من سرعة إلى أخرى في مجرد 130 جزء من الألف من الثانية.